# Federazione di baseball del Giappone
La Federazione giapponese di baseball (eng. Baseball Federation of Japan; jpn. 全日本野球協会) è un'organizzazione fondata nel 1949 per governare la pratica del baseball in Giappone.
Organizza il campionato di baseball giapponese, e pone sotto la propria egida la nazionale maschile.